# Хенд (одиниця довжини)
Хенд (хенд) (англ. hand — рука) — одиниця вимірювання довжини в англійській системі мір. Використовується для вимірювання росту коней.
1 хенд = 4 дюйми = 10,16 см.